# 土屋豊
土屋 豊（つちや ゆたか、1966年12月11日 - ）は、日本のドキュメンタリーを中心とした映画監督。またビデオアクティビストとして、自主ビデオの流通プロジェクト「Video Act!」を主宰している。2012年より、映画の多様性を創出する独立映画ネットワーク「独立映画鍋」共同代表。

## 人物
群馬県立高崎高等学校、明治大学文学部演劇学専攻卒業。大学在学中から記録映画の助監督をつとめ、卒業後はCGやゲームソフトのディレクションに携わる。
『新しい神様』で山形国際ドキュメンタリー映画祭国際批評家連盟賞特別賞を受賞。『PEEP "TV" SHOW』でロッテルダム国際映画祭国際批評家連盟賞、モントリオール国際ニューシネマ映画祭最優秀長編映画賞、ハワイ国際映画祭NETPAC特別賞を受賞。2012年、第25回東京国際映画祭において『タリウム少女の毒殺日記』が「日本映画・ある視点」部門の作品賞を受賞した。

## 主な監督作品
- Identity? (1993年)
- あなたは天皇の戦争責任についてどう思いますか？ <96.8.15靖国篇>　 (1997年)
- 涼子・21歳 (1998年)
- 新しい神様　(1999年)
- PEEP "TV" SHOW　(2003年)
- 幽閉者たち (2006年)
- タリウム少女の毒殺日記（2013年7月6日公開）

## 出演

### インターネットテレビ
- 自主映画のチカラ（2018年5月26日 - 、K'z Station）

## 関連人物・グループ
雨宮処凛
『新しい神様』主演、『PEEP "TV" SHOW』共同脚本。
REBEL BLUE
『新しい神様』主題歌を提供（曲名も『新しい神様』）。元VJ。
加藤健
REBEL BLUEのボーカル。『新しい神様』の主題歌を作詞作曲。